# Fusicladium scribnerianum
Fusicladium scribnerianum är en svampart som först beskrevs av Briosi & Cavara, och fick sitt nu gällande namn av M.B. Ellis 1976. Fusicladium scribnerianum ingår i släktet Fusicladium och familjen Venturiaceae.   Inga underarter finns listade i Catalogue of Life.